# بابلو ميلجار
بابلو ميلجار (بالإسبانية: Pablo Melgar)‏ (14 يناير 1980 بغواتيمالا في غواتيمالا - ) هو لاعب كرة قدم غواتيمالي في مركز الدفاع. شارك مع منتخب غواتيمالا لكرة القدم. أما مع النوادي، فقد لعب مع ميونيسيبال وديبورتيس أنتوفاغاستا وAntigua GFC ‏ وC.D. Suchitepéquez ‏ وDeportivo Zacapa ‏ وUniversidad SC ‏ وClub Atlético Tembetary ‏ ونادي أورورا.

## وصلات خارجية
- بابلو ميلجار على موقع الاتحاد الدولي (مؤرشف)  (الإنجليزية)
- بابلو ميلجار على موقع قاعدة بيانات كرة القدم.إي يو (الإنجليزية)
- بابلو ميلجار على موقع ناشيونال فوتبول تيمز (الإنجليزية)